# Aleksandr Samedov
Aleksandr Sergeevič Samedov (in russo Александр Сергеевич Самедов?; Mosca, 19 luglio 1984) è un ex calciatore russo di origini azere, di ruolo centrocampista.

## Caratteristiche tecniche
È un'ala destra che può essere impiegata anche come trequartista.

## Carriera

### Club

#### Spartak Mosca
Nato in URSS da genitori di origine azera incomincia a giocare nelle giovanili dello Spartak Mosca che lo porterà in prima squadra nel 2001. Nel 2001 lo Spartak vince il campionato e conquista contro lo Skonto Riga la Coppa dei Campioni della CSI vincendo dopo i tempi supplementari per 3-1. Esordisce nel 2002 giocando un solo incontro di campionato. Nel 2003 gioca 6 partite in campionato, vincendo una Coppa di Russia e trovando nel 2004 un posto da titolare a centrocampo e iniziando ad acquisire esperienza. In questa stagione colleziona 29 gettoni e realizza 6 reti in campionato che si vanno ad aggiungere alle partite di Coppa UEFA in cui lo Spartak viene eliminato ai sedicesimi dal Mallorca 3-1 dopo aver eliminato Esbjerg 3-1 e Dinamo Bucarest 5-3. Nel 2005 dopo aver iniziato la stagione con 11 presenze in campionato passa ai rivali concittadini del Lokomotiv Mosca.

#### Lokomotiv, FK e Dinamo Mosca
Conclude la stagione 2005 giocando da titolare anche al Lokomotiv ottenendo la vittoria della Supercoppa di Russia e della Coppa dei Campioni della CSI battendo in finale il Neftchi Baku 2-1. Nella stagione 2006 riesce ancora a trovare spazio nel centrocampo della squadra moscovita che giunge al terzo posto in campionato. Nel 2007 il Lokomotiv chiude al settimo posto il torneo, vincendo però la Coppa di Russia per 2-1 sui rivali del FK Mosca. Comincia il 2008 ancora al Lokomotiv per poi passare al FK Mosca dopo aver giocato 4 incontri di campionato.
Il resto della stagione la gioca al FK Mosca che conclude in una posizione tranquilla il proprio campionato. Nella stagione seguente Samedov gioca l'intero campionato andando 5 volte in gol, ma a fine stagione nonostante il 6º posto finale la società fallisce e viene radiata cosicché Samedov lascia la squadra per andare a giocare nella Dinamo Mosca che lo acquista per 4500000 €.
Alla Dinamo riesce a ritagliarsi uno spazio a centrocampo e gioca l'intera annata realizzando 3 marcature. La Dinamo arriverà al settimo posto in campionato.

### Nazionale
Viene convocato per i Mondiali 2014 in Brasile, in cui gioca tutti i 270 minuti della sua squadra eliminata al primo turno deludendo.
Viene convocato anche per gli Europei 2016 in Francia, in cui gioca solamente gli ultimi 20 minuti nella sfida persa male (0-3) contro il Galles.
Ha disputato successivamente la Confederations Cup 2017 e i Mondiali 2018 (giocati in casa) da titolare per poi ritirarsi dalla Nazionale. In tutto, in 7 anni ha disputato 53 partite andando in gol 7 volte.

## Statistiche

### Cronologia presenze e reti in Nazionale
| Cronologia completa delle presenze e delle reti in nazionale ― Russia | Cronologia completa delle presenze e delle reti in nazionale ― Russia | Cronologia completa delle presenze e delle reti in nazionale ― Russia | Cronologia completa delle presenze e delle reti in nazionale ― Russia | Cronologia completa delle presenze e delle reti in nazionale ― Russia | Cronologia completa delle presenze e delle reti in nazionale ― Russia | Cronologia completa delle presenze e delle reti in nazionale ― Russia | Cronologia completa delle presenze e delle reti in nazionale ― Russia |
| Data                                                                  | Città                                                                 | In casa                                                               | Risultato                                                             | Ospiti                                                                | Competizione                                                          | Reti                                                                  | Note                                                                  |
| --------------------------------------------------------------------- | --------------------------------------------------------------------- | --------------------------------------------------------------------- | --------------------------------------------------------------------- | --------------------------------------------------------------------- | --------------------------------------------------------------------- | --------------------------------------------------------------------- | --------------------------------------------------------------------- |
| 7-10-2011                                                             | Žilina                                                                | Slovacchia                                                            | 0 – 1                                                                 | Russia                                                                | Qual. Euro 2012                                                       | -                                                                     | 90+2’                                                                 |
| 11-10-2011                                                            | Mosca                                                                 | Russia                                                                | 6 – 0                                                                 | Andorra                                                               | Qual. Euro 2012                                                       | -                                                                     | 80’                                                                   |
| 15-8-2012                                                             | Mosca                                                                 | Russia                                                                | 1 – 1                                                                 | Costa d'Avorio                                                        | Amichevole                                                            | -                                                                     | 74’                                                                   |
| 11-9-2012                                                             | Gerusalemme                                                           | Israele                                                               | 0 – 4                                                                 | Russia                                                                | Qual. Mondiali 2014                                                   | -                                                                     | 67’                                                                   |
| 12-10-2012                                                            | Mosca                                                                 | Russia                                                                | 1 – 0                                                                 | Portogallo                                                            | Qual. Mondiali 2014                                                   | -                                                                     | 83’                                                                   |
| 16-10-2012                                                            | Mosca                                                                 | Russia                                                                | 1 – 0                                                                 | Azerbaigian                                                           | Qual. Mondiali 2014                                                   | -                                                                     | 62’                                                                   |
| 14-8-2013                                                             | Belfast                                                               | Irlanda del Nord                                                      | 1 – 0                                                                 | Russia                                                                | Qual. Mondiali 2014                                                   | -                                                                     | 52’                                                                   |
| 6-9-2013                                                              | Kazan'                                                                | Russia                                                                | 4 – 1                                                                 | Lussemburgo                                                           | Qual. Mondiali 2014                                                   | 1                                                                     | 68’                                                                   |
| 10-9-2013                                                             | San Pietroburgo                                                       | Russia                                                                | 3 – 1                                                                 | Israele                                                               | Qual. Mondiali 2014                                                   | -                                                                     |                                                                       |
| 11-10-2013                                                            | Lussemburgo                                                           | Lussemburgo                                                           | 0 – 4                                                                 | Russia                                                                | Qual. Mondiali 2014                                                   | 1                                                                     |                                                                       |
| 15-10-2013                                                            | Baku                                                                  | Azerbaigian                                                           | 1 – 1                                                                 | Russia                                                                | Qual. Mondiali 2014                                                   | -                                                                     | 10’ 82’                                                               |
| 15-11-2013                                                            | Dubai                                                                 | Serbia                                                                | 1 – 1                                                                 | Russia                                                                | Amichevole                                                            | 1                                                                     |                                                                       |
| 19-11-2013                                                            | Dubai                                                                 | Russia                                                                | 2 – 1                                                                 | Corea del Sud                                                         | Amichevole                                                            | -                                                                     | 79’                                                                   |
| 5-3-2014                                                              | Krasnodar                                                             | Russia                                                                | 2 – 0                                                                 | Armenia                                                               | Amichevole                                                            | -                                                                     | 75’                                                                   |
| 26-5-2014                                                             | San Pietroburgo                                                       | Russia                                                                | 1 – 0                                                                 | Nigeria                                                               | Amichevole                                                            | -                                                                     | 75’                                                                   |
| 31-5-2014                                                             | Oslo                                                                  | Norvegia                                                              | 1 – 1                                                                 | Russia                                                                | Amichevole                                                            | -                                                                     | 46’                                                                   |
| 6-6-2014                                                              | Mosca                                                                 | Russia                                                                | 2 – 0                                                                 | Marocco                                                               | Amichevole                                                            | -                                                                     |                                                                       |
| 17-6-2014                                                             | Cuiabá                                                                | Corea del Sud                                                         | 1 – 1                                                                 | Russia                                                                | Mondiali 2014 - 1º turno                                              | -                                                                     |                                                                       |
| 22-6-2014                                                             | Rio de Janeiro                                                        | Belgio                                                                | 1 – 0                                                                 | Russia                                                                | Mondiali 2014 - 1º turno                                              | -                                                                     |                                                                       |
| 26-6-2014                                                             | Curitiba                                                              | Russia                                                                | 1 – 1                                                                 | Algeria                                                               | Mondiali 2014 - 1º turno                                              | -                                                                     |                                                                       |
| 3-9-2014                                                              | Chimki                                                                | Russia                                                                | 4 – 0                                                                 | Kazakistan                                                            | Amichevole                                                            | -                                                                     | 76’                                                                   |
| 8-9-2014                                                              | Chimki                                                                | Russia                                                                | 4 – 0                                                                 | Liechtenstein                                                         | Qual. Euro 2016                                                       | -                                                                     |                                                                       |
| 9-10-2014                                                             | Stoccolma                                                             | Svezia                                                                | 1 – 1                                                                 | Russia                                                                | Qual. Euro 2016                                                       | -                                                                     | 73’                                                                   |
| 18-11-2014                                                            | Budapest                                                              | Ungheria                                                              | 1 – 2                                                                 | Russia                                                                | Amichevole                                                            | -                                                                     |                                                                       |
| 31-3-2015                                                             | Chimki                                                                | Russia                                                                | 0 – 0                                                                 | Kazakistan                                                            | Amichevole                                                            | -                                                                     |                                                                       |
| 14-11-2015                                                            | Krasnodar                                                             | Russia                                                                | 1 – 0                                                                 | Portogallo                                                            | Amichevole                                                            | -                                                                     | 66’                                                                   |
| 26-3-2016                                                             | Mosca                                                                 | Russia                                                                | 3 – 0                                                                 | Lituania                                                              | Amichevole                                                            | -                                                                     | 46’                                                                   |
| 29-3-2016                                                             | Saint-Denis                                                           | Francia                                                               | 4 – 2                                                                 | Russia                                                                | Amichevole                                                            | -                                                                     | 88’                                                                   |
| 1-6-2016                                                              | Innsbruck                                                             | Rep. Ceca                                                             | 2 – 1                                                                 | Russia                                                                | Amichevole                                                            | -                                                                     | 64’                                                                   |
| 20-6-2016                                                             | Tolosa                                                                | Galles                                                                | 3 – 0                                                                 | Russia                                                                | Euro 2016 - 1º turno                                                  | -                                                                     | 70’                                                                   |
| 31-8-2016                                                             | Adalia                                                                | Turchia                                                               | 0 – 0                                                                 | Russia                                                                | Amichevole                                                            | -                                                                     |                                                                       |
| 6-9-2016                                                              | Mosca                                                                 | Russia                                                                | 1 – 0                                                                 | Ghana                                                                 | Amichevole                                                            | -                                                                     | 70’                                                                   |
| 9-10-2016                                                             | Krasnodar                                                             | Russia                                                                | 3 – 4                                                                 | Costa Rica                                                            | Amichevole                                                            | 1                                                                     | 88’                                                                   |
| 10-11-2016                                                            | Doha                                                                  | Qatar                                                                 | 2 – 1                                                                 | Russia                                                                | Amichevole                                                            | 1                                                                     | 85’                                                                   |
| 15-11-2016                                                            | Groznyj                                                               | Russia                                                                | 1 – 0                                                                 | Romania                                                               | Amichevole                                                            | -                                                                     |                                                                       |
| 24-3-2017                                                             | Krasnodar                                                             | Russia                                                                | 0 – 2                                                                 | Costa d'Avorio                                                        | Amichevole                                                            | -                                                                     |                                                                       |
| 28-3-2017                                                             | Soči                                                                  | Russia                                                                | 3 – 3                                                                 | Belgio                                                                | Amichevole                                                            | -                                                                     |                                                                       |
| 5-6-2017                                                              | Budapest                                                              | Ungheria                                                              | 0 – 3                                                                 | Russia                                                                | Amichevole                                                            | -                                                                     | 76’                                                                   |
| 9-6-2017                                                              | Mosca                                                                 | Russia                                                                | 1 – 1                                                                 | Cile                                                                  | Amichevole                                                            | -                                                                     |                                                                       |
| 17-6-2017                                                             | San Pietroburgo                                                       | Russia                                                                | 2 – 0                                                                 | Nuova Zelanda                                                         | Conf. Cup 2017 - 1º turno                                             | -                                                                     |                                                                       |
| 21-6-2017                                                             | Mosca                                                                 | Russia                                                                | 0 – 1                                                                 | Portogallo                                                            | Conf. Cup 2017 - 1º turno                                             | -                                                                     | 76’                                                                   |
| 24-6-2017                                                             | Kazan'                                                                | Russia                                                                | 1 – 2                                                                 | Messico                                                               | Conf. Cup 2017 - 1º turno                                             | 1                                                                     |                                                                       |
| 7-10-2017                                                             | Mosca                                                                 | Russia                                                                | 4 – 2                                                                 | Corea del Sud                                                         | Amichevole                                                            | -                                                                     | 64’                                                                   |
| 10-10-2017                                                            | Kazan'                                                                | Russia                                                                | 1 – 1                                                                 | Iran                                                                  | Amichevole                                                            | -                                                                     | 66’                                                                   |
| 23-3-2018                                                             | Mosca                                                                 | Russia                                                                | 0 – 3                                                                 | Brasile                                                               | Amichevole                                                            | -                                                                     | 80’                                                                   |
| 27-3-2018                                                             | San Pietroburgo                                                       | Russia                                                                | 1 – 3                                                                 | Francia                                                               | Amichevole                                                            | -                                                                     | 46’                                                                   |
| 30-5-2018                                                             | Innsbruck                                                             | Austria                                                               | 1 – 0                                                                 | Russia                                                                | Amichevole                                                            | -                                                                     | 63’                                                                   |
| 5-6-2018                                                              | Mosca                                                                 | Russia                                                                | 1 – 1                                                                 | Turchia                                                               | Amichevole                                                            | 1                                                                     | 87’                                                                   |
| 14-6-2018                                                             | Mosca                                                                 | Russia                                                                | 5 – 0                                                                 | Arabia Saudita                                                        | Mondiali 2018 - 1º turno                                              | -                                                                     | 64’                                                                   |
| 19-6-2018                                                             | San Pietroburgo                                                       | Russia                                                                | 3 – 1                                                                 | Egitto                                                                | Mondiali 2018 - 1º turno                                              | -                                                                     |                                                                       |
| 25-6-2018                                                             | Samara                                                                | Uruguay                                                               | 3 – 0                                                                 | Russia                                                                | Mondiali 2018 - 1º turno                                              | -                                                                     |                                                                       |
| 1-7-2018                                                              | Mosca                                                                 | Spagna                                                                | 1 – 1 dts (3 – 4 dtr)                                                 | Russia                                                                | Mondiali 2018 - Ottavi di finale                                      | -                                                                     | 61’                                                                   |
| 7-7-2018                                                              | Soči                                                                  | Russia                                                                | 2 – 2 dts (3 – 4 dtr)                                                 | Croazia                                                               | Mondiali 2018 - Quarti di finale                                      | -                                                                     | 54’                                                                   |
| Totale                                                                |                                                                       | Presenze                                                              | 53                                                                    |                                                                       | Reti                                                                  | 7                                                                     |                                                                       |

## Palmarès

### Club

#### Competizioni nazionali
- Campionato russo: 2

Spartak Mosca: 2001, 2016-2017
- Coppa di Russia: 3

Spartak Mosca: 2002-2003
Lokomotiv Mosca: 2006-2007, 2014-2015
- Supercoppa di Russia: 1

Lokomotiv Mosca: 2005
- Coppa dei Campioni della CSI: 2

Spartak Mosca: 2001
Lokomotiv Mosca: 2005